# Chicago Justice
Chicago Justice ist eine US-amerikanische Fernsehserie und ein Spin-off der Serie Chicago Fire. Die Erstausstrahlung in den Vereinigten Staaten erfolgte am 1. März 2017 auf NBC. Die deutschsprachige Erstausstrahlung sendete der Pay-TV-Sender Universal Channel vom 9. Mai 2017 bis zum 1. August 2017.
Im Mai 2017 wurde die Serie nach einer Staffel abgesetzt.

## Besetzung und Synchronisation

### Hauptbesetzung
| Rollenname                                             | Schauspieler      | Hauptrolle (Episoden) | Nebenrolle (Episoden) | Synchronsprecher       |
| ------------------------------------------------------ | ----------------- | --------------------- | --------------------- | ---------------------- |
| Stv. BStA Peter Stone, Leitender Ankläger              | Philip Winchester | 1.01–1.13             |                       | Stefan Günther         |
| Chef-Ermittler Antonio Dawson                          | Jon Seda          | 1.01–1.13             |                       | Felix Spieß            |
| Ermittlerin Laura Nagel                                | Joelle Carter     | 1.01–1.13             |                       | Stephanie Kellner      |
| Stv. BStA' Anna Valdez, Assist. der Staatsanwaltschaft | Monica Barbaro    | 1.01–1.13             |                       | Katharina Schwarzmaier |
| BStA Mark Jefferies, Chef der Staatsanwaltschaft       | Carl Weathers     | 1.01–1.13             |                       | Thomas Rauscher        |

### Nebenbesetzung
| Rollenname       | Schauspieler     | Nebenrolle (Episoden)        | Synchronsprecher    |
| ---------------- | ---------------- | ---------------------------- | ------------------- |
| Dr. Joy Fletcher | Lindsey Pearlman | 1.02, 1.03, 1.05-1.07        | Stefanie Dischinger |
| Ronnie Chen      | Matthew C. Yee   | 1.02, 1.05, 1.06, 1.08, 1.11 | Benjamin Krause     |

### Crossover-Besetzung
| Rollenname                     | Schauspieler      | Nebenrolle (Episoden) | Synchronsprecher  |
| ------------------------------ | ----------------- | --------------------- | ----------------- |
| Sergeant Hank Voight           | Jason Beghe       | 1.01-1.03             | Torsten Michaelis |
| Detective Alvin Olinsky        | Elias Koteas      | 1.01                  | Erich Räuker      |
| Officer Kevin Atwater          | LaRoyce Hawkins   | 1.02, 1.10            | Christoph Banken  |
| Officer Kim Burgess            | Marina Squerciati | 1.02                  | Nicole Hannak     |
| Sergeant Trudy Platt           | Amy Morton        | 1.02                  | Eva Kryll         |
| Lieutenant Kelly Severide      | Taylor Kinney     | 1.01                  | Martin Kautz      |
| Christopher Herrmann           | David Eigenberg   | 1.03, 1.06, 1.07      | Uwe Büschken      |
| Sylvie Brett                   | Kara Killmer      | 1.11                  | Friederike Walke  |
| Dr. Daniel Charles, Psychiater | Oliver Platt      | 1.04, 1.07            | Lutz Schnell      |
| Paramedic Cesar                | Cesar Jaime       | 1.02                  | Nico Nothnagel    |
| Det. Erin Lindsay              | Sophia Bush       | 1.13                  | Kaya Marie Möller |
| Wallace Boden                  | Eamonn Walker     | 1.13                  | Tilo Schmitz      |

## Episodenliste
| Nr. (ges.) | Nr. (St.) | Deutscher Titel         | Originaltitel         | Erstausstrahlung USA | Deutschsprachige Erstausstrahlung (D) | Regie            | Drehbuch                              |
| ---------- | --------- | ----------------------- | --------------------- | -------------------- | ------------------------------------- | ---------------- | ------------------------------------- |
| 1          | 1         | Im Namen des Volkes     | Fake                  | 1. März 2017         | 13. Juni 2017                         | Donald Petrie    | Michael Chernuchin                    |
| 2          | 2         | Loyalität               | Uncertainty Principle | 5. März 2017         | 9. Mai 2017                           | Norberto Barba   | William N. Fordes                     |
| 3          | 3         | Ein amerikanischer Held | See Something         | 7. März 2017         | 16. Mai 2017                          | Fred Berner      | Dick Wolf & Michael Chernuchin        |
| 4          | 4         | Auge um Auge            | Judge Not             | 12. März 2017        | 23. Mai 2017                          | Elodie Keene     | April Fitzsimmons                     |
| 5          | 5         | Operation Omega         | Friendly Fire         | 19. März 2017        | 30. Mai 2017                          | Stephen Cragg    | Richard Sweren & April Fitzsimmons    |
| 6          | 6         | Todgeweiht              | Dead Meat             | 26. Mai 2017         | 6. Juni 2017                          | Eriq La Salle    | Lawrence Kaplow                       |
| 7          | 7         | Die Macht der Gene      | Double Helix          | 2. Apr. 2017         | 20. Juni 2017                         | Donald Petrie    | Elizabeth Rinehart                    |
| 8          | 8         | Seelenqual              | Lily’s Law            | 9. Apr. 2017         | 27. Juni 2017                         | Donald Petrie    | Allison Intrieri                      |
| 9          | 9         | Unter Waffen            | Comma                 | 16. Apr. 2017        | 4. Juli 2017                          | Alex Zakrzewski  | Michael Chernuchin & Allison Intrieri |
| 10         | 10        | Gesetz der Straße       | Drill                 | 23. Apr. 2017        | 11. Juli 2017                         | Vincent Misiano  | Richard Sweren                        |
| 11         | 11        | Liebe ist blind         | AQD                   | 30. Apr. 2017        | 18. Juli 2017                         | Victor Nelli Jr. | Lawrence Kaplow & Elizabeth Rinehart  |
| 12         | 12        | Der Informant           | Fool Me Twice         | 7. Mai 2017          | 25. Juli 2017                         | Martha Mitchell  | Bill Chais & William N. Fordes        |
| 13         | 13        | Der Tycoon              | Tycoon                | 14. Mai 2017         | 1. Aug. 2017                          | Fred Berner      | Bill Chais                            |

## Trivia
In der Serie Chicago Fire machte Gabriela Dawson in der ersten Folge der sechsten Staffel eine Anspielung auf die anderen Spin-off-Serien. So berichtete sie, dass Feuerwehrleute, Polizisten und Mediziner oft ins Molly's kommen würden. Rechtsanwälte seien hingegen nicht mehr so oft anzutreffen.

## DVD-Veröffentlichung
In den Vereinigten Staaten erschien die Serie am 12. September 2017 auf DVD.

## Rezeption
In seiner Kritik zur Pilotepisode schrieb Maike Karr vom Branchenportal Serienjunkies.de: „In der Pilotfolge von Chicago Justice wird uns ein dramatischer und emotionaler Fall geboten, in dem uns der Staatsanwalt als Moralkompass dient.“